# Kamalpur (Nepal)
Kamalpur (nep. कमलपुर) – gaun wikas samiti we wschodniej części Nepalu w strefie Sagarmatha w dystrykcie Saptari. Według nepalskiego spisu powszechnego z 2001 roku liczył on 824 gospodarstw domowych i 4820 mieszkańców (2344 kobiet i 2476 mężczyzn).